# Nothodixa geniculata
Nothodixa geniculata är en tvåvingeart som först beskrevs av Tonnoir 1923.  Nothodixa geniculata ingår i släktet Nothodixa och familjen u-myggor. Inga underarter finns listade i Catalogue of Life.